# توئین پیکس (فصل ۳)
توئین پیکس: بازگشت (انگلیسی: Twin Peaks) مجموعه تلویزیونی رمزآلود ترسناک آمریکایی به کارگردانی دیوید لینچ و نویسندگی مارک فراست و دیوید لینچ محصول سال ۲۰۱۷ است.
این سریال دنباله مجموعه تلویزیونی توئین پیکس (۱۹۹۰) است.